# Kino Jadran
Kino Jadran bylo širokoúhlé kino, které se nacházelo v Brně v Palackého ulici čp. 721/78 v městské části Královo Pole v prostorách Besedního domu. Otevřeno bylo v roce 1931 a za svoji éru vystřídalo několik názvů: Besední dům, Adria, Bio Besední dům (Kino Besední dům) a Jadran. V roce 2000 byl provoz kina Jadran ukončen.

## Historie
Besední dům na ul. Palackého v Brně Králově Poli byl otevřen v roce 1901 a sloužil českým spolkům a královopolskému Sokolu. Rokosova hasičská župa pro Velké Brno se rozhodla k získání finančních prostředků a tak zažádala o licenci provozovat kinematograf. V roce 1931 tento souhlas dostala  a dohodla se s Družstvem Besedního domu k pronájmu velkého sálu (v té době se přestavoval z dřevěného na zděný) pro pronájem kina. Kino „BIO Besední dům“ s 396 místy bylo provozováno prostřednictvím Sokolu Královo Pole a velmi dobře prosperovalo a tak se v roce 1939  přestěhovalo na zahradu Besedního domu do moderního objektu kdy došlo k úpravě interiéru a zvýšení počtu sedadel na 770 včetně lóží. V roce 1941 změnilo kino název na „ADRIA“ a v roce 1948 pak na kino „Jadran“.
- V roce 1964 prošlo kino velkou rekonstrukcí, kdy bylo přestavěno na širokoúhlé a umožňovalo tak promítání 70 mm filmů.

- V roce 1978 bylo kino opět zrekonstruováno včetně interiéru

- Po roce 1989 se vystřídalo několik majitelů objektu a provozovatelů kina.

- V roce 1994 Správa městských kin vypověděla nájemní smlouvu a provoz kina převzala Královopolská strojírna, která od roku 1945 Besední dům vlastnila.

- Od 1. ledna 1995 si místnosti kina pronajalo Kulturní a informační centrum města Brna, které kino provozovalo až do roku 2000. V témže roce pak provoz kina ukončilo.

Dnes slouží Besední dům Českomoravské umělecké agentuře Brnokoncert a nese název JadranCentrum.